# Carl von und zu Mansbach
Carl von und zu Mansbach (1790. március 26. – 1867. július 17.) német származású norvég diplomata. Édesapja a katonatiszt Johann Friedrich von und zu Mansbach volt. Gyermekkorát Dániában töltötte, majd Németországban lett katona. 1814-ben tért vissza szülőhazájába, immár katonaként.